# Zwierzyniec Mały
Zwierzyniec Mały (pronunciación en polaco: /zvjɛˈʐɨɲɛt͡s ˈmawɨ/) es un pueblo ubicado en el distrito administrativo de Gmina Dąbrowa Białostocka, dentro del condado de Sokółka, Voivodato de Podlaquia, en el noreste de Polonia. Se encuentra a unos 9 kilómetros al oeste de Dąbrowa Białostocka, a 36 kilómetros al noroeste de Sokółka, y a 62 kilómetros al norte de la capital regional Białystok.